# Лебес гамикос

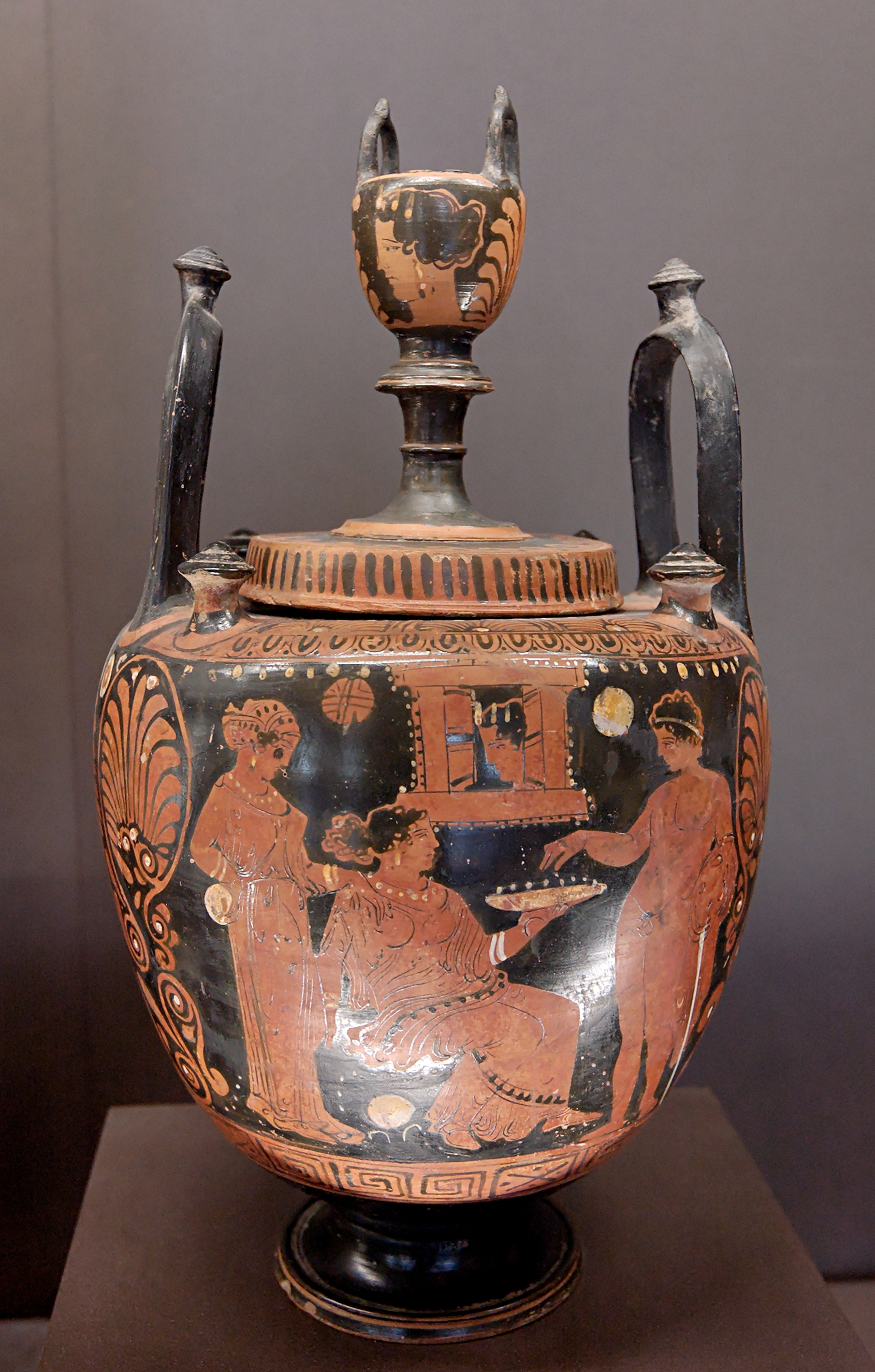
Лебес гамикос работы Афинского вазописца. Ок. 360—350 гг. до н. э.

Лебес гамикос (др.-греч. λέβης γαμικός — «свадебный лебес») — древнегреческий глиняный сосуд.
Лебес гамикос представляют собой сосуды крупного размера и округлой формы, с длинным цилиндрическим горлышком и двумя ручками, представляющими собой дуги, поставленные вертикально. Сосуд закрывался крышкой в форме конуса с ручкой в форме шишки. Лебес гамикос использовались на свадьбах и преподносились в подарок невестам. Лебес гамикос также преподносили в дар богам плодородия.
Лебес гамикос также находили в захоронениях.

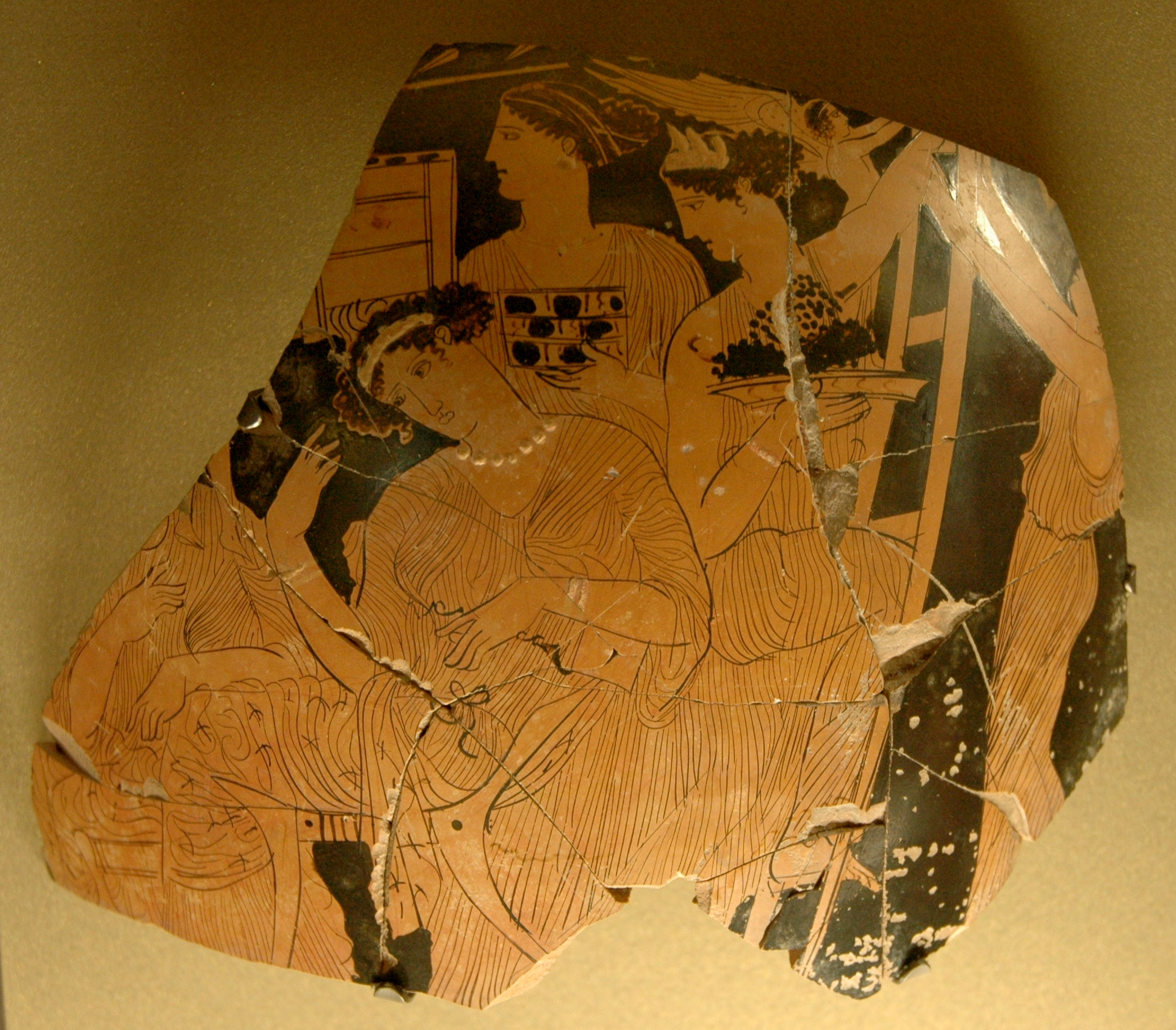
Фрагмент краснофигурного лебес гамикос работы Афинского вазописца. Ок. 430—420 гг. до н. э. Лувр